# Daniel Myrick
Daniel Myrick (ur. 3 września 1963 r.) – amerykański reżyser, scenarzysta, producent, montażysta i operator filmowy. Współtwórca kultowego horroru Blair Witch Project (1999), za który wspólnie z Eduardo Sánchezem uzyskał kilka prestiżowych nagród, m.in. na festiwalu filmowym w Cannes.